# Hercules Corporation
Hercules Corporation war ein US-amerikanischer Hersteller von Motoren und Karosserien.

## Unternehmensgeschichte
William Harvey McCurdy gründete 1894 die Brighton Buggy Company in Cincinnati in Ohio. Er stellte Kutschen her. 1900 wurde die Fabrik zu klein. McCurdy begann in Evansville in Indiana mit dem Bau eines größeren Werks. 1902 folgte der Umzug in das Werk. Die Firmierung lautete nun Hercules Buggy Company. 1905 wurde die Hercules Body Company gegründet, die Karosserien für Kraftfahrzeuge herstellte. Weitere Unternehmen waren Hercules Wheel Company, Hercules Surrey and Wagon Company für größere Kutschen, Hercules Warehouse Company als Lagerhaus und Auslieferungslager und Hercules Paint Company. Zwischen 1906 und 1909 entstanden Kraftfahrzeuge für Sears.
Am 8. November 1912 wurde noch die Hercules Gas Engine Company gegründet. Abnehmer waren Ajax, Arco, Atlas, Champion, Economy, Erren, Hercules, Jaeger, Keystone, Reeco, Rohaco, Thermoil und Williams. Bis zur Aufgabe der Motorenproduktion 1934 entstanden etwa 400.000 Ottomotoren.
1919 wurde ein Elektroauto hergestellt, der Hercules Electric genannt wurde, aber ein Prototyp blieb.
1920 waren 7500 Mitarbeiter beschäftigt.
Am 23. November 1920 schloss McCurdy seine einzelnen Firmen zur Hercules Corporation zusammen. William H. McCurdy war Präsident, John D. Craft Vizepräsident und Manager, Lynn McCurdy zweiter Vizepräsident, Schatzmeister und Verkaufsleiter und Frank G. Cowan Sekretär.
1920 besuchte Lynn McCurdy, der Sohn des Gründers, die Indianapolis Automobile Show. Dort wurde er auf einen Prototyp von Garde Gale aufmerksam. Er übernahm das Projekt, stellte Garde Gale als Generalverkaufsleiter seiner Automobilabteilung ein und kündigte im Dezember 1921 die Produktion für 1922 an. Der Markenname lautete nun McCurdy. Im gleichen Jahr endete die Produktion. Insgesamt entstanden zwischen zwei und sieben Fahrzeuge. Mindestens zwei wurden verkauft.
Wesentlich wichtiger für das Unternehmen war die Produktion von Kutschen, Ottomotoren sowie Karosserien für Nutzfahrzeuge und Personenkraftwagen. So sind für das Jahr 1920 oder 1922 84.000 Kutschen, 62.000 Ottomotoren und 40.000 Karosserien überliefert.
1930 starb William H. McCurdy.
1957 übernahm George Caddick das Unternehmen und führte eine Reorganisation durch. Das Nachfolgeunternehmen hieß Hercules Manufacturing Company und hatte den Sitz in Henderson in Kentucky.

## Fahrzeuge
Der Elektrowagen Hercules Electric von 1919 blieb ein Einzelstück.
Der Prototyp von Garde Gale war der Gale Four mit einem Vierzylindermotor. Der McCurdy hatte dagegen einen Sechszylindermotor von der Continental Motors Company. Teile für das Fahrgestell wurden ebenfalls zugekauft.  Der Radstand betrug 323 cm. Die Fahrzeuge waren als offene Tourenwagen karosseriert. Als Neupreis werden sowohl 2095 US-Dollar als auch 2500 Dollar genannt.